# Niger-Benin-Pipeline
Die Niger-Benin-Pipeline ist eine Leitung, welche Erdöl aus dem Agadem Complex in Niger an den Hafen von Seme Kpodji in Benin leitet. Sie gilt mit 1.980 km Länge als die längste Erdölleitung von Afrika. Sie hat eine Kapazität von 110.000 Barrel pro Tag.

## Konstruktion
Im Januar 2019 unterzeichneten die Länder Niger und Benin einen Vertrag über die Ausfuhr von Erdöl aus der Region Agadem in Niger über Benin. Sie ist mit 1980 km länge die Längste Pipeline in Afrika. Für den Export wurde auch eine Anbindung des Erdölfeldes in Niger an die Erdölpipeline zwischen Tschad und dem Hafen Kribi im Kamerun in Erwägung gezogen, doch entschied sich die Betreiberin des Ölfeldes in Agadem, die China National Petroleum Corporation (CNPC) aufgrund von Sicherheitsbedenken dagegen. Der Bau begann im September 2019. Die Pipeline führt von Diffa im Südwesten von Niger zu einem Erdölterminal am Hafen von Seme in der Provinz Ouémé von Benin. 687 km der Pipeline verlaufen im Benin, der Rest im Niger. Für den Bau der Pipeline wurden ursprünglich zwei Jahre veranschlagt. Doch die COVID-19-Pandemie, sowie der Putsch gegen den nigrischen Präsidenten Mohamed Bazoum vom Juli 2023 verzögerten ihre Fertigstellung. Im November 2024 wurde sie eingeweiht.

## Ausfuhr
Die Pipeline soll über eine Kapazität zwischen 90.000 und 110.000 Barrel pro Tag verfügen. Aufgrund der politischen Lage nach dem Putsch gegen den Präsidenten von Niger Mohamed Bazoum verzögerte sich die Ausfuhr des Öfteren. Die Westafrikanische Wirtschaftsgemeinschaft (ECOWAS), zu der auch Benin gehört, hat nach dem Putsch den Niger mit Sanktionen belegt, was dieser wiederum mit der Schließung der Grenzübergänge beantwortete. Niger sondierte damals auch neue Pipelinepläne über Tschad oder auch Algerien aus. Im Dezember 2023 hat Benin Sanktionen, welche den Handel mit Niger über den Hafen von Cotonou in Benin betreffen, allerdings aufgehoben, worauf ab Januar 2024 mit der Ausfuhr begonnen werden sollte.  Mit der Ausfuhr wurde dann aber erst Ende April 2024 begonnen.
Im Mai 2024 suspendierte Benin wiederum die Ausfuhr des Erdöls, da Niger seine Grenzen zu Benin weiterhin geschlossen hielt. Patrice Talon, der Präsident Benins hat den Erdölexport über Benin an die Bedingung geknüpft, dass Niger die Grenzen zu Benin wieder öffnet. Doch noch im selben Monat wurde der Export vom Erdöl wieder aufgenommen, auch nachdem sich Niger aus Sicherheitsbedenken geweigert hat, seine Grenzen wieder zu öffnen. Der Handel blieb von Schwierigkeiten begleitet. Im Juni 2024 wurde auf die Pipeline von nigrischen Rebellen der Patriotic Liberation Front ein Anschlag verübt, im selben Monat starben bei einem weiteren Angriff sechs Soldaten, welche die Pipeline schützen sollten. Mitte Juni stellte Niger den Export über Benin ein, nachdem in Benin mehrere Nigrer verhaftet worden waren, darunter auch ein Manager einer Tochtergesellschaft der CNPC. Im August 2024 konnte eine Lösung gefunden werden, und seitdem ist der Erdölexport wieder am Laufen.